# Xak: The Art of Visual Stage
Xak: The Art of Visual Stage (サーク/Sark) é o primeiro RPG eletrônico de fantasia das series Xak desenvolvida e publicado pela Micro Cabin. Foi lançado para os computadores PC-8801, com uma versão desenvolvida para o NEC PC-9801, Sharp X68000, MSX, PC Engine,  Super Nintendo Entertainment System e Telefone celular. O primeiro das quatro versões foi lançado para Windows em um projeto da loja online chamado EGG. Uma tradução em Inglês de Xak: The Art of Visual Stage foi lançada em 2007 no serviço que está agora extinto no retro graming WOOMB.net e agora está disponível no Projeto EGG.

## Enredo

### Cenário & História
Xak: The Art of Visual Stage tem um cenário tipico de Alta Fantasia. De acordo com a lenda do mundo do jogo, uma grande guerra foi travada entre os deuses antigos do bem, mas enfraquecidos e uma raça de demônio, no qual conduz para o colapso e eventualmente a mortalidade dos deuses. Depois desta "Guerra de Selagem", os deuses dividiram o mundo em três partes: Xak, o mundo dos humanos, Oceanity, o mundo dos elfos/fadas e Xexis o mundo dos demônios. O mundo dos demônios Xexis foi selado dos outros dois mundos para prevenir a reentrada das raças dos demônios. Alguns demônios foram deixados para trás em Xak, embora, outros conseguiram descobrir um meio para entrar em Xak de Xexis de algum jeito. Este prólogo e mostrada na introdução de Xak II.
Um deles, Badu, foi um demônio muito poderoso, apto a usar magia coerciva para fazer humanos a lhe obedecerem. Duel, o deus da guerra, derrotou Badu e selou ele em uma montanha de gelo por 250 anos. O Deus mais tarde se estabeleceu em um vilarejo conhecido como Fearless para viver o resto de sua vida mortal.
No começo do jogo, a prisão de Badu é quebrada. Demônios invadem partes de Xak mais uma vez. Para pará-los de destruir suas terras, o Rei de Wavis enviou uma fada mensageira para Dork Kart, um famoso guerreiro que mora no vilarejo de Fearless. Dork, embora, ficou desaparecido. O jogador assume o personagem Latok Kart, o filho de 16 anos de Dork, enquanto ele encontra a fada mensageira, Pixie. Latok embarca em uma aventura do Rei para destruir Badu, esperando encontrar seu pai no caminho.
Em sua viagem, Latok é guiado pelo espirito de Duel. No o curso do jogo, descobre que Dork e Latok são descendentes do Deus Duel.

### Personagens
Latok é o único personagem jogável no jogo. Importantes NPC's(Personagens não jogáveis) que Latok Encontra:
- Lou Miri Pixie, a fada mensageira de cabelo verde enviada pelo Rei de Wavis que guia Latok enquanto caminha.
- Freya  "Fray" Jerbain, uma garota de cabelo azul que Latok resgate de uma ninhada de lobos na floresta. Fray é a principal heroina das series Spin-off de Xak em Fray In Magical Adventure. Embora durante o curso de Xak ela não sabe como usar magia.
- Rune Greed, é um gurreiro de cabelo verde. Ele é descendente de Duel também e está em uma aventura para destruir Badu do seu próprio jeito.
- Rabby, uma coelha maga entregue a Latok.
- Duel, o deus da guerra, vive em forma de espirito.
- Elise, uma amiga de infancia de Latok e a neta do prefeito de Fearless. Ele pode ser considerada como uma possível paixão de Latok.
- Saria, Mãe de Latok que está cega. Latok cuida dela desde que seu pai desapareceu.
- Bobby, o filho pacifista do ferreiro Dac da cidade de Fearless.
- Enfermeira Elle, a enfermeira do vilareijo de Fearless.
- Kane, um mago da aldeia de hobbit de Nemnu que entrega um mascote a Latok com o nome de Rabbie.
- Rachael, Uma garota cujo pai é responsável por resistir a não se esconder dos demônios da Land of Fire/Terra de Fogo.
- Zwoon, um demônio disfarçado de humano que Latok acidentalmente o liberta.
- Necromancer, um poderoso demônio de roupão negro com poder sob a cabeça. Necromancer é um vilão no meio do jogo nessa serie.
- Badu, o principal vilão do jogo que foi recentemente libertado de sua prisão de 250 anos.

## Lançamentos
As versões iniciais de Xak: The Art of Visual Stage foram lançadas para os sistemas NEC's PC-8801 e NEC PC-9801 em junho de 1989. Estes foram seguidos por gráficos distintos dos lançamentos para o MSX (Novembro de 1989) e Sharp X68000 (Abril de 1990). Em 1992, o jogo foi lançado para o PC Engine com sua continuação, Xak II: The Risisng of Red Moon, em uma compilação de um único CD Xak I & Xak II. Portado pela Riot, o jogo vem com cut scenes animadas e requer o Super System Card atualizado se jogado no Original Add-on do CD-ROM do PC Engine. Outro console que foi portado foi publicado pela Sunsoft para o  Super Nintendo Entertainment System em Fevereiro de 1993. O útlimo remake visualmente melhorado foi desenvolvido para Smartphones Japoneses e se tornou disponível em Vodafone live! em 1 de Junho de 2004. O jogo foi o primeiro lançamento da linha RPG Empire da Bandai de jogos de RPG.
Durante 2001-2008, as versões de PC-8801, MSX2, X68000 e o PC9801 de Art of Visual Stage se tornaram "Baixavel" para o Microsoft Windows pelo projeto do serviço online D4 Enterprises EGG. A primeira tradução oficial em Inglês do jogo também foi lançado para os jogos da distribuidora do MSX Holandês WOOMB.net no começo de 2007. Embora o website ficou offline em 2008, seu conteúdo está sendo transferido para a parceira em inglês do projeto EGG.

## Música
A trilha sonora de Xak: The Art of Visual Stage foi composta por Ryuji Sasai e Tadahiro Nitta, marcando a primeira colaboração entre os dois músicos. A trilha sonora do jogo inclui 42 faixas e foi lançado em 5 de Maio de 1989 sob o titulo de "All Sounds of Xak: The Art of Visual Stage. de 2007 até 2008, a música das versões dos jogos do PC-8801, MSX2 e X68000 foi adcionada ao catalogo da D4 Enterprise Video Game Service EGG Music. O site oferece ambos um PSG e uma variação de FM para a maioria das faixas do MSX2. O uso da fonte do som FM é o mais extensivo nas músicas dos jogos de X68000.

## Recepção
Elogiado por sua história e música, Xak: The Art of Visual Stage foi referenciado como um titulo importante da Micro Cabin. O Website da revista Famitsū descreveu a história do jogo como "Magnifico". Jayson Napolitano da "Original Sound Version" declarou que sua música foi um grande material para fãs para quem quiser ouvir um som diferente do final dos anos 80. O áudio de The Art of Visual Stage foi considerado como um dos melhores sons de qualidade da maioria dos jogos de sua época. Foi também notado por seu uso de sistemas de representações visuais no qual deu uma impressão de profundidade de Três dimensões.